# Список музеїв Парижа
Список паризьких музеїв в алфавітному порядку їх оригінальної назви зі вказівкою в дужках приналежності державі чи паризькій мерії:
- (Д) — державний музей
- (М) — музей міста Парижа [1]

## A
- L’Argonaute — Підводний човен «Аргонавт»
- Musée de l’armée — (Д) — Музей армії
- Musée d’art moderne de la Ville de Paris — (М) — Музей сучасного мистецтва
- Musée national des Arts asiatiques-Guimet — (Д) — Національний музей східних мистецтв Ґіме
- Musée des Arts décoratifs — Музей декоративного мистецтва
- Musée des Arts et Métiers — Музей мистецтв і ремесел
- Musée national d’art moderne — (Д) — Національний музей сучасного мистецтва
- Musée de l’Assistance Publique-Hopitaux de Paris — Музей охорони здоров'я
- Institut du monde arabe — Інститут арабського світу
- Pavillon de l’Arsenal — Павільйон Арсеналу (музей урбанізму та архітектури)

## B
- Musée Baccarat — Музей кришталю Баккара
- Maison de Balzac — (М) — Будинок-музей Бальзака
- Musée Bourdelle — (М) — Будинок-музей Бурделя
- Musée du quai Branly — Музей примітивного мистецтва на набережній Бранлі

## C
- Musée Nissim-de-Camondo — Музей мистецтва XVIII сторіччя імені Ніссіма де Камондо
- Musée Carnavalet — (М) — Музей Карнавале — історія Парижа
- Catacombes de Paris — (М) — Катакомби Парижа
- Musée Cernuschi — (М) — Музей Чернускі — музей мистецтв країн Дальнього Сходу
- Musée de la chasse et de la nature — Музей мисливства та природи
- Musée Cognacq-Jay — (М) — Музей Коньяк-Же, колекція живопису XVIII сторіччя
- Musée de la Contrefaçon — Музей підробок

## D
- Palais de la découverte — Музей відкриттів і винаходів
- Musée national Eugène Delacroix (Д) —  Національний музей Ежена Делакруа
- Musée Dupuytren — Музей Дюпюїтрена (музей анатомічної патології)
- Espace Dalí — Музей Сальвадора Далі

## E
- Musée des Égouts de Paris — Музей каналізації
- Musée de l’érotisme — Музей еротики
- Grande Galerie de l’Evolution — Галерея еволюції

## G
- Manufacture Royale des Gobelins — Королівська мануфактура гобеленів
- Musée du Grand Orient de France de de la Franc-Maconnerie Européenne — Музей франкмасонства
- Musée Grévin — Музей Гревен (музей воскових фігур)

## H
- Musée d’Histoire contemporaine — Музей сучасної історії
- Musée de l’Histoire de France — Музей історії Франції (Державний архів)
- Muséum national d’histoire naturelle — Музей природознавства
- Musée de l’Homme — Музей людини
- Maison de Victor Hugo — (М) — Будинок-музей Віктора Гюго

## I
- Cité nationale de l'histoire de l’immigration — Музей імміграції

## J
- Musée Jacquemart-André — Музей образотворчого мистецтва імені Жакмара Андре
- Musée d'Art et d'Histoire du Judaïsme — Музей мистецтва та історії юдаїзму

## L
- Musée du Louvre — Лувр
- Mémorial Leclerc — Musée Jean Moulin — (М) — Музей звільнення Парижа

## M
- Musée Maillol — Музей Майоля
- Musée de la magie — Музей магії
- Musée national de la Marine (Palais de Chaillot) — Музей флоту (Париж)
- Musée Marmottan-Claude Monet (Académie des Beaux-Arts de l'Institut de France) — Музей Мармоттан-Моне
- Galerie de minéralogie et de géologie — Мінералогічна галерея
- Musée de Minéralogie — Мінералогічний музей
- Musée de la Mode et du Textile — Музей моди та текстилю
- Musée de la Monnaie de Paris — Паризький монетний двір
- Musée de Montmartre — Музей Монмартра
- Musée du Montparnasse — Музей Монпарнаса
- Musée des monuments français (Cité de l'architecture et du patrimoine) — Музей архітектури
- Musée national Gustave Moreau (Д) — Будинок-музей Гюстава Моро
- Musée national du Moyen Âge (Thermes et hôtel de Cluny) — Музей середньовіччя або Музей Клюні
- Cité de la musique — Містечко музики в Ла Вілетт
- Musée de la musique — Музей музики в Містечку музики
- Musée d'Histoire de la médecine — Музей історії медицини
- Musée des lunettes et lorgnettes Pierre Marly — Музей окулярів
- Cité de la mode et du design — Містечко моди та дизайну

## O
- Musée de l’Orangerie — Музей Оранжері
- Musée de l’Ordre de la Libération — Музей Ордена визволення
- Musée d’Orsay — (Д) — Музей д'Орсе

## P
- Les Galeries de paléontologie et d'anatomie comparée — Палеонтологічний музей
- Musée Pasteur — Музей Пастера
- Musée du Petit Palais — Малий палац — міський музей образотворчих мистецтв
- Musée Picasso — Музей Пікассо
- Pinacothèque de Paris — Паризька пінакотека
- Musée des Plans et Reliefs — Музей планів і рельєфів
- Musée de la Poste — Музей пошти
- Musée de la Poupée — Музей ляльок
- Musée de la Publicité — Музей реклами

## R
- Musée Rodin — Музей Родена

## S
- Musée national du sport — (Д) — Державний музей спорту
- Musée de la cité des sciences et de l'industrie — Музей науки та індустрії (Париж) в Містечку науки та індустрії

## V
- Musée de la Vie Romantique (М) — Музей романтичного життя

## Z
- Musée Zadkine — (М) — Музей скульптора Йосипа Цадкіна

## Виставкові зали без постійної експозиції
- Musée Dapper — Музей Даппера
- Galeries nationales du Grand Palais — Художня галерея Великого Палацу
- Galerie nationale du Jeu de Paume — (Д) — Національна галерея Же де Пом

## Музеї поблизу Парижа
- Musée de l’air et de l'espace — Музей авіації та космонавтики (Бурже)
- Musée Français de la Carte à Jouer — Музей гральних карт (Париж)
- La maison et les jardins de Claude Monet — Будинок-музей Клода Моне